# Prière de Paul

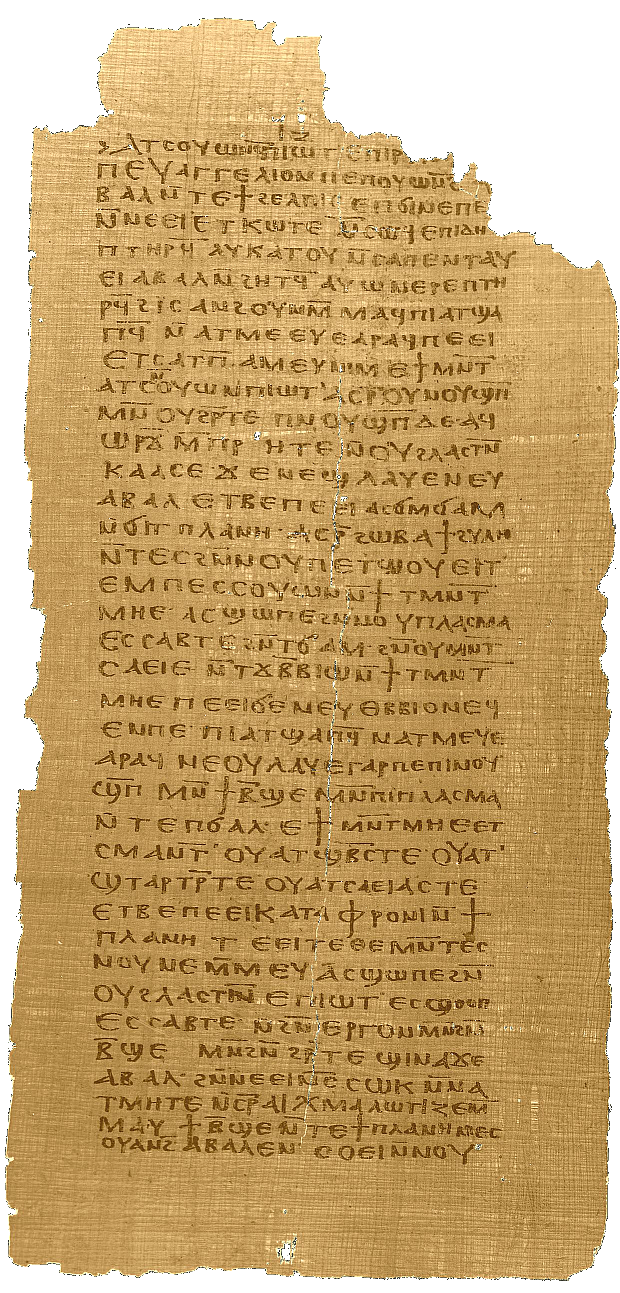
Papyrus 17 du Codex Jung, contenant notamment la Prière de Paul. Bibliothèque de Nag Hammadi, Musée copte du Caire

La Prière de Paul est le premier manuscrit du Codex Jung (Codex I) venant de la Bibliothèque de Nag Hammadi. Il semble qu'on l'ait ajouté au codex après que les parties les plus longues eurent été copiées. Bien que le texte, comme le reste du codex, soit écrit en copte, le titre est écrit en grec, qui est la langue originale du texte. Dans le manuscrit manquent approximativement deux lignes au début.
L'attribution est manifestement pseudonyme et le texte n'a pas été écrit par l'Apôtre Paul de l'histoire. Il présente une nette saveur gnostique contrairement aux prières appartenant aux lettres dont on sait qu'elles viennent de Paul. De nombreux chercheurs y voient une œuvre de Valentin ou proche de Valentin en raison d'expressions caractéristiques comme le « Dieu psychique » - ce qui indique une date de composition entre 150 et 300 de notre ère. On y a trouvé des parallèles avec de nombreuses autres œuvres qui peuvent avoir été des sources partielles, entre autres le Corpus Hermeticum, les trois Stèles de Seth, l'Évangile de Philippe, et les lettres authentiques de Paul.

## Sources
- (en) Cet article est partiellement ou en totalité issu de l’article de Wikipédia en anglais intitulé « Prayer of the Apostle Paul » (voir la liste des auteurs).

## Liens Internet
- (en) Traduction de Dieter Mueller